# Mutua Madrid Open 2023
Die Mutua Madrid Open 2023 bezeichneten sowohl ein Tennisturnier der WTA Tour 2023 für Damen als auch ein Tennisturnier der ATP Tour 2023 für Herren. Das Damenturnier startete am 25. April, das Herrenturnier einen Tag später am 26. April 2023. Die Turniere in der Caja Mágica in Madrid endeten am 7. Mai 2023.

## Ergebnisse

### Herren
→ Qualifikation: Mutua Madrid Open 2023/Herren/Qualifikation

### Damen
→ Qualifikation: Mutua Madrid Open 2023/Damen/Qualifikation